# Panoptikum Mannheim

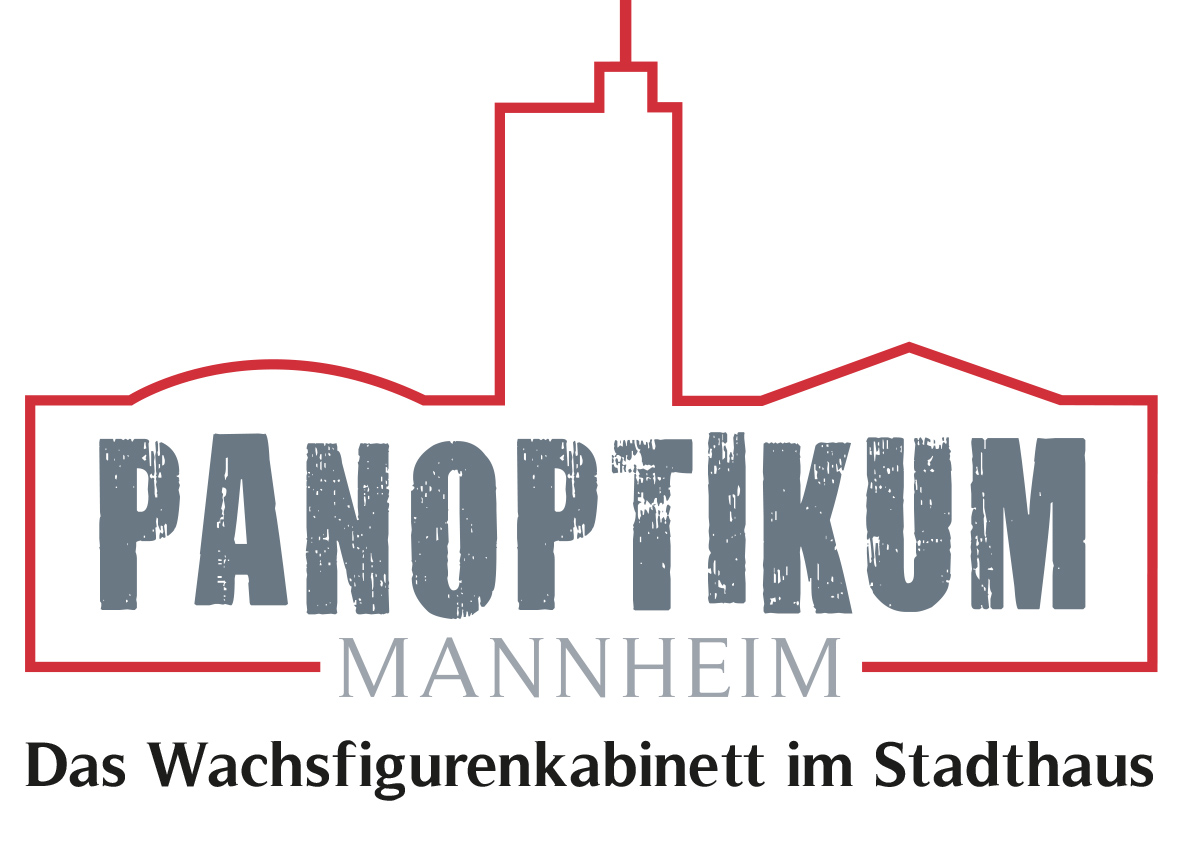
Logo vom Panoptikum Mannheim

Das Panoptikum Mannheim war das bislang größte deutsche Wachsfigurenkabinett. Es wurde am 11. Mai 2013 im Mannheimer Stadthaus eröffnet. Der Ausstellungsbetrieb wurde jedoch am 31. Mai 2014 wieder eingestellt. Betrieben wurde es bis dahin durch die Panoptikum Mannheim Betriebsgesellschaft mbH.

## Geschichte und Hintergrund
Castans Panopticum wurde 1869 als erstes Wachsfigurenkabinett Deutschlands in Berlin eröffnet. Mit dem aufkommenden Kinoboom musste es 1922 schließen. Im Jahr 1972 wurde im Shop-in-Shop-Einkaufszentrum an der Joachimstaler Straße / Ku᾽damm-Eck das Panoptikum wiedereröffnet. Die Figuren der Wachsfigurensammlung von etwa 200 Objekten brachte 1960 ein deutscher Unternehmer zurück. 1996 wurde die Ausstellung im neuen Berliner Panoptikum wegen Bauarbeiten geschlossen und am 11. Mai 2013 unter dem Namen Panoptikum Mannheim im 3. Obergeschoss des Stadthauses Mannheim neu eröffnet. Das Mannheimer Panoptikum wurde wegen Mietschulden am 31. Mai 2014 geschlossen. Die historischen Wachse und Gipse wurden anschließend verkauft und die Sammlung als Ganzes ging für Publikum und Wissenschaft verloren.

## Sammlung
Die Sammlung bestand aus über 300 Exponaten. Ein Großteil der Figuren stammte noch aus der ursprünglichen Sammlung des Castan’schen Panopticum. Darunter befanden sich unter anderem sowohl historische Szenerien und Persönlichkeiten wie Kaiser und Könige als auch medizinische Wachsmoulagen und Darstellungen von Krankheitsbildern. Die ältesten Exponate stammten aus dem späten 19. Jahrhundert. Bei den neueren Figuren waren unter anderem Esther Leber und Christian Paschold die ausführenden Künstler.

## Ausstellung
Im Vergleich zu anderen mit großem technischen Aufwand betriebenen Anlagen verwies das Panoptikum Mannheim in Bezug auf Ausstellungsfläche und Inszenierung eher auf die Ursprünge der Wachsfigurenkabinette. Die ca. 850 m² große Ausstellungsfläche war in zwei Bereiche unterteilt:
Im weißen Kabinett befanden sich die jüngeren Exponate und zeitgeschichtliche Figuren wie Politiker und Stars sowie Totenmasken historisch relevanter Personen wie Johann Wolfgang von Goethe, Friedrich Schiller und Kaiser Wilhelm I. Das weiße Kabinett erweckte dadurch den Eindruck eines modernen Wachsfigurenkabinetts.
Das Schwarze Kabinett legete seinen Fokus auf die Geschichte und die Panoptiken aus dem 19. Jahrhundert. Hier waren unter anderem Szenen aus der Geschichte, ein prunkvoller Thronsaal voller Könige sowie eine ethnologische Sammlung mit Darstellungen verschiedener Indianer und Ureinwohner zu sehen. Eine Besonderheit hier war die medizinische Abteilung, deren Wachsmoulagen aus Dresden, Hamburg, München und Berlin zusammengetragen wurden. 